# Hernán Santana
Hernán Daniel Santana Trujillo (Breña Baja, Santa Cruz de Tenerife, España, 26 de agosto de 1990) es un futbolista español que juega de centrocampista actualmente sin equipo. Es sobrino del exfutbolista Moisés Trujillo.

## Trayectoria
Nacido en La Palma, donde residían sus abuelos, se marchó a Gran Canaria en sus primeras semanas de vida y comenzó a jugar al fútbol en el Club Deportivo San Juan Tres Palmas, desde donde fue captado para las categorías inferiores de la U. D. Las Palmas en 2008. Tras una temporada y media con el segundo filial del club, pasó a la U. D. Las Palmas Atlético y compitió en Tercera División hasta el final de la campaña 2011-12. Su debut con el primer equipo se produjo el 12 de febrero de 2011 en el estadio Santo Domingo, en un partido que acabó con una derrota de la Unión Deportiva por 5-0 frente a la A. D. Alcorcón. A partir de la temporada 2012-13 se integró plenamente en la primera plantilla y consiguió un ascenso a Primera División en la 2014-15.
Debutó en la máxima categoría el 22 de agosto de 2015 en una derrota por 1-0 frente al Club Atlético de Madrid. El 26 de enero de 2018 se confirmó su rescisión de contrato con el club canario y fichó por el Real Sporting de Gijón.
El 30 de septiembre de 2020 fue cedido al Mumbai City de la Superliga de India. Al acabar la temporada dejó el club indio y se desvinculó definitivamente el Sporting. El 10 de septiembre de 2021 fichó por el NorthEast United, también de la Superliga.
El 18 de abril de 2022 firmó por el Sichuan Jiuniu, en ese momento equipo de la Primera Liga China, que dirigía Sergio Lobera, quien fuera su entrenador en Las Palmas. Estuvo hasta final de año y en enero de 2023 regresó a la India para jugar en el F. C. Goa lo que quedaba de temporada. Al terminar la temporada quedó libre, entrenando con el equipo AFE, hasta que el 24 de noviembre de 2023 fichó por el C. D. Mensajero de la Segunda Federación española. Tras el descenso a Tercera dejó el equipo.

## Clubes
| Club                      | País   | Año       |
| ------------------------- | ------ | --------- |
| U. D. Las Palmas "C"      | España | 2008-2009 |
| U. D. Las Palmas Atlético | España | 2009-2012 |
| U. D. Las Palmas          | España | 2012-2018 |
| Real Sporting de Gijón    | España | 2018-2020 |
| Mumbai City               | India  | 2020-2021 |
| NorthEast United          | India  | 2021-2022 |
| Sichuan Jiuniu            | China  | 2022      |
| F. C. Goa                 | India  | 2023      |
| C. D. Mensajero           | España | 2023-2024 |

## Palmarés

### Títulos nacionales
| Título             | Club        | País  | Año  |
| ------------------ | ----------- | ----- | ---- |
| Superliga de India | Mumbai City | India | 2021 |